# Badménil-aux-Bois
Badménil-aux-Bois ist eine französische Gemeinde mit 139 Einwohnern (Stand 1. Januar 2022) im Département Vosges in der Region Grand Est (bis 2015 Lothringen). Sie gehört zum Arrondissement Épinal, zum Kanton Bruyères und seit 1. Januar 2012 zum Kommunalverband Agglomération d’Épinal.

## Geografie
Die Gemeinde liegt zwischen den westlichen Ausläufern der Vogesen und dem Tal der oberen Mosel, etwa 20 Kilometer nördlich von Épinal. Ein hoher Anteil der Gemarkung ist bewaldet (Fôret de Rambervillers).
Nachbargemeinden von Badménil-aux-Bois sind Saint-Genest im Norden, Moyemont im Nordosten, Padoux im Osten, Villoncourt und Bayecourt im Süden, Domèvre-sur-Durbion im Südwesten sowie Hadigny-les-Verrières im Westen.

## Bevölkerungsentwicklung

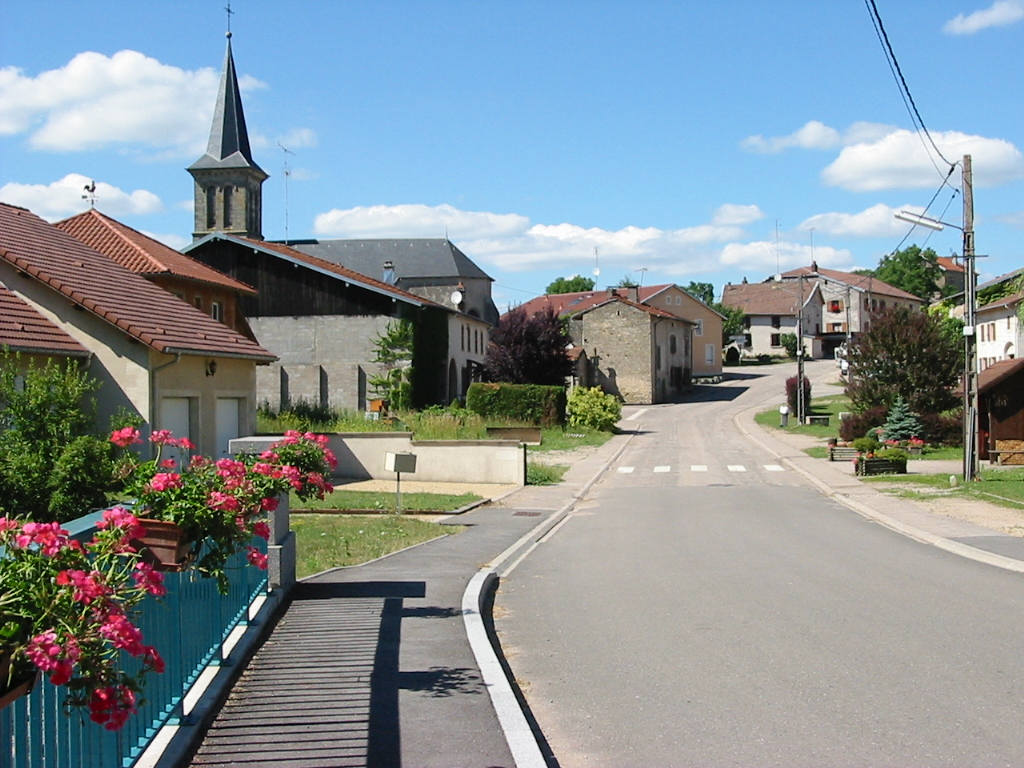
Hauptstraße des Ortes

| Jahr      | 1962 | 1968 | 1975 | 1982 | 1990 | 1999 | 2007 | 2017 |
| Einwohner | 112  | 116  | 97   | 79   | 101  | 122  | 141  | 154  |